# Галенко Ярослав Олександрович
Яросла́в Олекса́ндрович Гале́нко (нар. 7 січня 1991, Київ, УРСР) — український футболіст, нападник.

## Життєпис

### Клубна кар'єра
Футбольну кар'єру розпочав у «Чайці», перший тренер — Олег Царюк. Потім тренувався в «Зміні-Оболонь» під керівництвом Григорія Матієнка. Незважаючи на те, що контракт Ярослава належав столичній «Оболоні», через високу конкуренцію в команді молодий футболіст дебютував у друголіговій «Оболоні-2». У складі другої команди «пивоварів» дебютував 25 липня 2008 року в програному (0:2) виїзному поєдинку 2-го туру групи «А» проти рівненського «Вереса». Ярослав вийшов на поле на 64-й хвилині, замінивши Ігора Бридню. Загалом у складі «Оболоні-2» зіграв 5 поєдинків.
На початку 2010 року на запрошення головного тренера «Зірки» Ігора Жабченка приєднався до кіровоградського клубу. У складі «Зірки» дебютував 28 березня 2010 року в переможному (3:1) домашньому поєдинку 20-го туру першої ліги проти тернопільської «Ниви». Галенко вийшов на поле на 73-й хвилині, замінивши Віталія Андрухова. Дебютним голом у футболці кіровоградського клубу відзначився 18 серпня 2010 року на 85-й хвилині програного (3:4) виїзного поєдинку 2-го попереднього раунду кубку України проти «Фенікс-Іллічовця». Галенко вийшов у стартовому складі та відіграв увесь поєдинок. Дебютним голом у першій лізі відзначився 27 травня 2011 року на 90+4-й хвилині переможного (2:1) виїзного поєдинку 32-го туру проти чернівецької «Буковини». Ярослав вийшов на поле на 87-й хвилині, замінивши Олександра Батальського.
У першій частині сезону 2011/2012 років на правах оренди в тернопільській «Ниві». Дебютував у футболці тернополян 6 серпня 2011 року в виїзному (1:4) переможному поєдинку 3-го туру групи «А» другої ліги проти болградського «СКАД-Ялпуга». Галенко вийшов у стартовому складі, на 80-й хвилині відзначився дебютним голом, а на 84-й хвилині його замінив Володимир Тригуба. У першій частині сезону 2011/2012 років зіграв 13 матчів та відзначився 4 голами. У другій частині сезону 2011/2012 років знову виступав у «Зірці». Протягом свого перебування у кіровоградській команді зіграв 97 матчів та відзначився 19 голами, із них 4 поєдинки (1 гол) провів у кубку України. На початку червня 2014 року залишив розташування кіровоградського клубу. У 2015 році виїхав до окупованого Криму, де у 2015 році виступав у сімферопольських клубах ТСК та «Скіф».
У середині липня 2015 року підписав контракт з харківським «Геліосом». Дебютував у харківському клубі 26 липня 2015 року в нічийному (1:1) домашньому поєдинку 1-го туру першої ліги проти «Черкаського Дніпра». Ярослав вийшов на поле на 79-й хвилині, замінивши Миколу Агапова. У складі сонячних зіграв 5 матчів. У січні 2016 року перебував на перегляді в донецькому «Олімпіку», але за словами головного тренера донеччан Романа Санжара, Галенко через травми втратив ігрові кондиції, тому в донецькому клубі він навряд би заграв, тому від його послуг й вирішили відмовитися. Після цього повернувся до Харкова, де підписав контракт з вищоліговим «Металістом». Проте не зміг зіграти жодного офіційного поєдинку в харківському клубі. До того ж на зборах головної команди в Туреччині отримав травму, через що пропустив значний період підготовки до сезону. Наприкінці березня 2016 року відновився від трави та приступив до роботи з основним складом. Але вже в середині квітня 2016 року разом із ще 4 гравцями «Металіста» був відсторонений від тренувань з головною командою за начебто «участь у договірних матчах». Водночас сам гравець спростував свою участь у договірних матчах, зазначивши що «нехай клуб доведе, що хлопці причетні до протиправних дій». Згодом гравець залишив клубну базу «Металіста».
Сезон 2016/17 років розпочав у клубі «Гірник-спорт» із Горішніх Плавнів. Дебютував за «гірників» 24 липня 2016 року в програному (1:2) виїзному поєдинку 1-го туру першої ліги чемпіонату України проти київського клубу «Оболонь-Бровар». Ярослав вийшов у стартовому складі й на 81-й хвилині відзначився голом, але одразу ж був замінений на Вадима Воронченка. У футболці «Гірника-спорту» в чемпіонаті України зіграв 6 матчів та відзначився 1 голом, ще 1 поєдинок провів у кубку України. Проте вже восени 2016 року повернувся до сімферопольського клубу ТСК, в складі якого зіграв 10 матчів та відзначився 1 голом. Згодом вступав в іншому кримському клубі, «Скіф-Рубін» (с. Новопавлівка).
На початку липня 2017 року приєднався до ФК «Суми». Дебютував за сумську команду 15 липня 2017 року в переможному (1:0) виїзному поєдинку 1-го туру першої ліги чемпіонату України проти охтирського «Нафтовика». Голенко вийшов у стартовому складі та відіграв увесь матч. За сумську команду Ярослав виступав до завершення 2017/18 сезону та провів в її складі 17 офіційних матчів. Згодом став гравцем першолігового грузинського клубу «Мерані» (Мартвілі), за який виступав до завершення 2018 року. У другому за рангом дивізіоні Грузії зіграв 9 матчів та ще 1 гру провів в рамках національного кубка. З квітня по червень 2019 року був заявлений за чернівецьку команду: «Буковина», за яку дебютував 6 квітня в матчі чемпіонату другої ліги України проти ФК «Минай» та в підсумку провів всі можливі матчі весняної частини. В липні уклав трудові відносини із житомирським клубом «Полісся», в складі якого виступав до завершення 2020/21 сезону. Впродовж 2021—2023 років виступав у складі команди «ЛНЗ», з якою пройшов шлях від другої ліги до УПЛ. Проте черкаському ЛНЗ в прем'єр-лізі Галенко виявився непотрібним і гравець продовжив кар'єру в клубі із Сумщини: «Вікторія», де виступав до завершення року. 

### Кар'єра в збірній
Виступав за національну студентську збірну України, у складі якої під керівництвом відомого «динамівця» Володимира Лозинського грав на XXVII всесвітній літній Універсіаді.

## Досягнення
- Бронзовий призер Першої ліги України: 2022/23
- Срібний призер Другої ліги України: 2019/20

## Статистика
Станом на 2 лютого 2024 року
| Турніри            | Матчі | Кількість забитих м'ячів |
| ------------------ | ----- | ------------------------ |
| УПЛ (Плей-оф)      | 2     | 0                        |
| Перша ліга України | 178   | 30                       |
| Кубок України      | 18    | 4                        |
| Перша ліга Грузії  | 9     | 0                        |
| Кубок Грузії       | 1     | 0                        |
| Друга ліга України | 65    | 23                       |
| Всього за кар'єру  | 273   | 57                       |